# Uwe Hollm

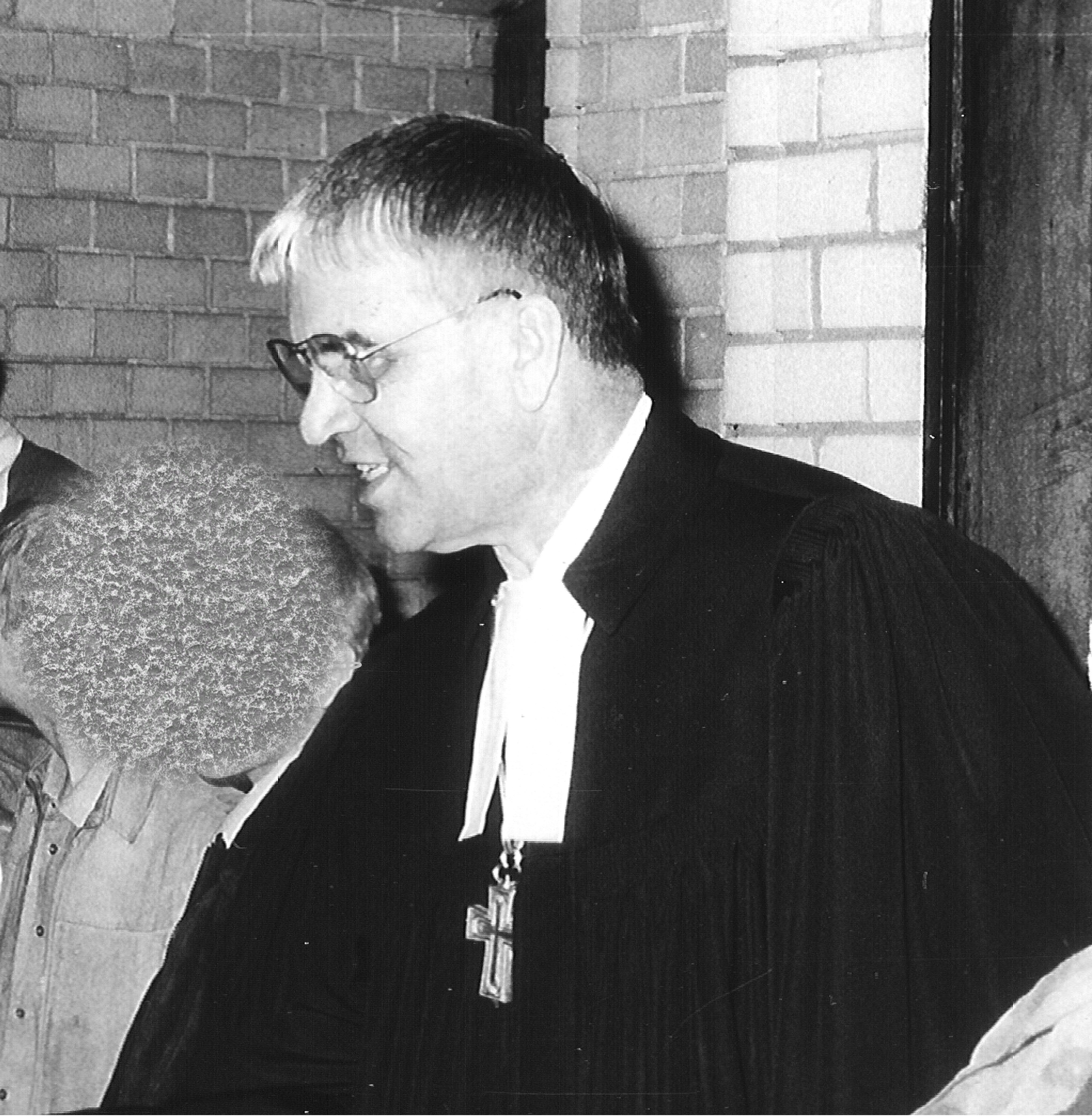
Propst Uwe Hollm nach einem Gottesdienst in der Matthäuskirche Berlin-Steglitz

 Uwe Hollm (* 30. März 1930 in Hamburg; † 14. Dezember 2011 in Berlin) war ein deutscher evangelischer Pfarrer in Norddeutschland und England, Missionsdirektor in Berlin (West) und zuletzt Propst in der Evangelischen Kirche in Berlin-Brandenburg (Berlin-West).

## Werdegang
Hollm wurde 1930 als Sohn eines Lehrerehepaares in Hamburg geboren und verlebte seine Schulzeit bis zum Abitur in Cuxhaven. Nach dem Ende des Zweiten Weltkrieges studierte er Theologie in Hamburg, Göttingen und Kiel. Während des Studiums verbrachte Hollm ein Auslandsjahr mit sozial-diakonischen Tätigkeiten in den USA. Das erste theologische Examen legte er 1953 in Hannover ab, im selben Jahr heiratete er die Theologin Gertrud Kröger. Ihr folgte er in die Evangelisch-Lutherische Kirche Schleswig-Holsteins und wurde nach der Ordination 1958 Gemeindepfarrer in Tornesch bei Hamburg. Er übernahm später Leitungsaufgaben im Jugendpfarramt Blankenese-Pinneberg sowie im Jugend- und Freizeitheim Rissen. Von 1966 bis 1969 schloss sich ein Auslandspfarramt mit der Bezeichnung „General Secretary of the German speaking Lutheran Synod in the United Kingdom“ mit dem Sitz in London/Großbritannien an.

## Tätigkeiten in der Weltmission
Am 9. Juni 1969 wurde Hollm vom Vorstand der Berliner Missionsgesellschaft (Berlin-West) zu deren Generalsekretär berufen und trat in den Dienst der Evangelischen Kirche Berlin-Brandenburg (Berlin-West) ein. Seine Amtseinführung durch Bischof Kurt Scharf erfolgte am 19. Oktober 1969 in der Heilandskirche in Berlin-Moabit. Mit einer 4 1/2-monatigen Besuchs- und Informationsreise nach Südafrika und Tanzania machte er sich 1970 mit den Arbeitsgebieten und Mitarbeitenden der Berliner Missionsgesellschaft vertraut und entwickelte nach seiner Rückkehr mehrere missionstheologische und organisatorische Projekte. Ausgehend vom Prinzip der Einheit zwischen Kirche und Mission. Inspiriert vom Deutschen Evangelischen Missionstag 1970 im Spandauer Johannesstift setzte er dessen Thema „Partnerschaft in der Mission“ durch die Organisation von Beziehungen (West-)Berliner Kirchenkreise zu Kirchenkreisen in den Missionskirchen um, die fortan als Partnerkirchen bezeichnet wurden. Diese sollten künftig gleichberechtigte ökumenische Beziehungen zu Kirchen in Übersee und nicht mehr zu Missionsgesellschaften unterhalten. Dank Hollms Verhandlungsgeschick wurden die in (West-)Berlin als Vereine tätigen Missionsgesellschaften zu einem landeskirchlichen „Berliner Missionswerk“ zusammengeschlossen; ein entsprechendes Kirchengesetz wurde 1972 von der Regionalsynode verabschiedet. Dazu gehörten neben der Berliner Missionsgesellschaft der Berliner Zweig der Deutsch-Ostasienmission und der Jerusalemsverein. Hollm wurde 1973 zum ersten Direktor des Missionswerkes gewählt, das seine Büros in der Friedenauer Handjerystraße im Haus der Gossner-Mission unterhielt, die mit dem Werk kooperierte.

## Tätigkeit als Propst
Am 16. November 1979 wurde Hollm auf Vorschlag der Berliner Kirchenleitung von der Regionalsynode der Evangelischen Kirche in Berlin-Brandenburg (Berlin-West) für die Dauer von zehn Jahren zum Propst als Nachfolger von Wilhelm Dittmann berufen. In diesem Amt widmete er sich unter anderem dem Thema der Nutzung von Großstadtkirchen und nahm sich des Themas des Religionsunterrichtes an Berliner Schulen an, einem Bereich, der damals als besonders schwierig und konfliktanfällig galt. Gegenüber dem Regierenden Bürgermeister v. Weizsäcker setzte sich Propst Hollm für ein behutsames Vorgehen des Berliner Senats in der Asyl- und Abschiebepolitik ein und protestierte namens der Kirchenleitung 1987 gegen die Abschiebung mehrerer Flüchtlinge in den Libanon. Ebenfalls initiierte er einen Aufruf der Kirchenleitung in Berlin (West) zu einer friedlichen Lösung der Auseinandersetzungen anlässlich zahlreicher Hausbesetzungen.
Hollm war Mitglied des Rates der Evangelischen Kirche der Union und arbeitete in der Arnoldshainer Konferenz mit. Er trug wesentlich zur Meißener Gemeinsamen Feststellung bei, mit der Kirchengemeinschaft zwischen der Kirche von England, dem Bund der Evangelischen Kirchen in der DDR und der Evangelischen Kirche in Deutschland erreicht wurde, und machte sich um das Zustandekommen der Partnerschaft der Evangelischen Kirche in Berlin-Brandenburg mit den Diözesen Chichester und London der Kirche von England verdient. Von 1981 bis 1991 war Hollm Vorsitzender des Vereins für Berlin-Brandenburgische Kirchengeschichte in Berlin (West). Das von Gerd Heinrich 1999 herausgegebene Werk Tausend Jahre Kirche in Berlin-Brandenburg verdankt seine Entstehung einer Anregung von Uwe Hollm. In der Zeit seines Propstamtes nahm Hollm einen Predigtauftrag in der Tiergartener St.-Matthäi-Kirche wahr. Darüber hinaus plante er an diesem Ort den Aufbau eines kirchlichen Zentrums für Kunst, Musik und Meditation, das später, 1999, in der Kulturstiftung St. Matthäus Gestalt gewann. Nach Ablauf der 10-jährigen Amtszeit als Propst schlug die Kirchenleitung ihn auf der Tagung der Regionalsynode im Herbst 1989 zur Wiederwahl vor, jedoch lehnte die Mehrheit der Synodalen seine Wiederwahl ab. 1990 trat Propst Uwe Hollm in den vorzeitigen Ruhestand.
Als Ruheständler widmete sich Hollm u. a. dem Aufbau eines „International Ministry“ gemeinsam mit Kantor Peter-Michael Seifried am Berliner Dom und hielt dort selbst englischsprachige Andachten. Aus Protest gegen die geplante Erhebung von Eintrittsgeldern für die Predigtkirche legte er am 13. Juni 1996 als Vorsitzender dieses internationalen Besucherdienstes sein Amt nieder. Hollm verstarb am 14. Dezember 2011 an den Folgen eines Herzleidens im Alter von 81 Jahren. Er wurde am Wohnort seiner Tochter in Minden beigesetzt.